# Kaspar Amort der Ältere
Kaspar Amort der Ältere (* 1612 in der Jachenau, Oberbayern; † 7. März 1675 in München) war zu Zeiten des Kurfürsten Ferdinand Maria kurfürstlicher Hofmaler in München.

## Leben
Kaspar Amort entfloh aus Liebe zur Kunst mit 19 Jahren seinem Vater und begab sich bei Hans Donauer dem Jüngeren, Maler zu München, in die Lehre. Mit Unterstützung der bayerischen Regierung unternahm er 1633 eine Studienreise nach Italien, wo er sich vornehmlich dem Studium der Arbeiten von Michelangelo Caravaggio widmete.
Während er in den ersten Jahren fast ausschließlich für zahlreiche Kirchen Münchens und Altbayerns religiöse Bilder schuf, wurde seine Schaffenskraft bald durch Kurfürst Ferdinand Maria und dessen Gemahlin Henriette Adelheid von Savoyen zu kunsthandwerklichen Arbeiten bei der prunkvollen Ausgestaltung der Residenz, zu Entwürfen und Dekorationen von Opernaufführungen, Schäferspielen und Prunkfeuerwerken benutzt.
Von seinen acht Kindern waren die beiden ältesten, Kaspar und Ernst Lukas, mit Erfolg als Maler am bayerischen Hofe tätig.

## Werke
(Auswahl)
- In der Residenz in München mehrere Bilder
- In der Frauenkirche in München Gemälde des heiligen Thomas im Auszug des Altars „zur Maria Rosen“
- In der Pfarrkirche St. Martin in Flintsbach bei Rosenheim Altarblatt mit dem heiligen Stephan
- In der Franziskanerkirche in Ingolstadt Gemälde des Kreuz schleppenden Christus